# Martin Jörg Schäfer
Martin Jörg Schäfer (* 1971) ist ein deutscher Germanist.

## Leben
Von Winter 1991/1992 bis Ende 1997 studierte er Germanistik, Philosophie, Anglistik und Comparative Literature an der Universität Hamburg und am University College London (Erasmusaustausch im akademischen Jahr 1995/96); Abschluss mit dem Magister Artium. Von Anfang 1998 bis Ende 2000 war er wissenschaftlicher Mitarbeiter am Institut für Neuere deutsche Literatur und Medienkultur an der Universität Hamburg im Rahmen des interdisziplinären Schwerpunktprogramms „Theatralität“ der Deutschen Forschungsgemeinschaft (Sommer 1999 bis Winter 2002/2003: Lehraufträge ebendort). Nach der Promotion im Mai 2001 am Fachbereich Sprach-, Literatur- und Medienwissenschaften der Universität Hamburg war er von Winter 2002/03 bis Sommer 2004 Postdoc am interdisziplinären Graduiertenkolleg „Reiseliteratur und Kulturanthropologie“ der Deutschen Forschungsgemeinschaft an der Universität Paderborn. Von Fall 2004 bis Spring 2006 lehrte er als Visiting Professor (Feodor Lynen Fellow der Alexander-von-Humboldt-Stiftung) am German Department der New York University. Im März 2007 forschte er am University College London im Nachkontaktprogramm der Alexander von Humboldt-Stiftung. Von Sommer 2006 bis Winter 2012/13 war er wissenschaftlicher Mitarbeiter (Lehrstuhlassistenz) am Literaturwissenschaftlichen Seminar der Universität Erfurt (Allgemeine & Vergleichende Literaturwissenschaft). (Währenddessen: Winter 2010/11 bis Sommer 2012: beurlaubt für Vertretungsprofessuren an der Universität Siegen) (Winter 10/11: W2 für Neuere deutsche Literaturwissenschaft, Sommer 11: W3 für Neuere deutsche Literaturwissenschaft, Winter 11/12 bis Sommer 12: W2 für Neuere deutsche Literatur- und Kulturwissenschaft), November 2010: Vollzug der Habilitation und Ernennung zum Privatdozenten an der Universität Erfurt (Venia legendi: Allgemeine und Vergleichende Literaturwissenschaft, Neuere deutsche Literaturwissenschaft), Januar bis März 2010: beurlaubt als Fellow in Residence am Kolleg Friedrich Nietzsche der Stiftung Weimarer Klassik, Sommer 2007 bis Sommer 2008: gleichzeitig Lehrbeauftragter für Ästhetik und Kunstsoziologie am Institut für Kunst- und Kulturwissenschaften der Akademie der bildenden Künste Wien (in Blockveranstaltungen). Von Sommer 2013 bis Winter 2013/2014 war er Heisenbergfellow der Deutschen Forschungsgemeinschaft am Literaturwissenschaftlichen Seminar der Universität Erfurt.
Seit Sommer 2014 lehrt er als Universitätsprofessor für Neuere deutsche Literatur mit einem Schwerpunkt Theaterforschung an der Universität Hamburg (davon 2014–2018 als Heisenbergprofessur der Deutschen Forschungsgemeinschaft). Im Spring Semester 2016 war er Charlotte M. Craig Distinguished Visiting Professor in German Studies an der Rutgers University. Im Spring Semester 2019 war er Max Kade Visiting Professor an der Johns Hopkins University.   Im Herbst 2019 hatte er eine Gastdozentur an der Fudan-Universität (College of Foreign Languages and Literatures).
Seine Forschungsschwerpunkte sind Literatur, Theater, Theoriebildung vom 18. bis zum 21. Jahrhundert (insbesondere „um 1800“, Moderne und „Nachmoderne“, Gegenwartstheater und -performance), Traditionsbrüche und Krisennarrative (z. B. Erziehung und Bildung; Arbeit vs. Faulheit, Müßiggang, Muße), Darstellungsfragen bezüglich Ästhetik, Theatralität, Medialität, Poetologie, Fiktionen des Politischen, Figuren des Übersetzens und Übertragens und Verhältnis von Theater und Text.

## Schriften (Auswahl)
- Szenischer Materialismus. Dionysische Theatralität zwischen Hölderlin und Hegel. Wien 2003, ISBN 3-85165-619-9.
- Schmerz zum Mitsein. Zur Relektüre Celans und Heideggers durch Philippe Lacoue-Labarthe und Jean-Luc Nancy. Würzburg 2003, ISBN 3-8260-2520-2.
- Die Gewalt der Muße. Wechselverhältnisse von Arbeit, Nichtarbeit, Ästhetik. Zürich 2013, ISBN 3-03734-329-X.
- Das Theater der Erziehung. Goethes «pädagogische Provinz» und die Vorgeschichten der Theatralisierung von Bildung. Bielefeld 2016, ISBN 3-8376-3488-4.